# Nakhon Si United FC
Der Nakhon Si United Football Club (thailändisch สโมสรฟุตบอลนครศรี ยูไนเต็ดด) ist ein thailändischer Fußballverein aus Nakhon Si Thammarat, der in der zweithöchsten thailändischen Spielklasse spielt.

## Vereinsgeschichte
Der Verein wurde 2014 als Ratchaphruek Muangnont United in Pak Kret gegründet. Gespielt wurde im Stadion der Potinimitwittayakom-Schule. Während der Saison wechselten sie nach Thanyaburi in die Provinz Pathum Thani. Hier spielte der Verein im Queen Sirikit 60th Anniversary Stadium. 2015 wechselte der Verein wieder den Standort. Man zog nach Phutthamonthon in die Provinz Nakhon Pathom. Hier spielte man im Stadion des Rattanakosin Salaya-Campus der Rajamangala University of Technology. 2016 wurde der Verein in Rajapruk University Football Club umbenannt. Mit neuem Vereinsnamen zog man um nach Nong Khaem, einen der Bezirke der Hauptstadt Bangkok. In Bangkok spielte man im Thonburi University Stadion. Im Jahr 2017 schloss man sich mit Nakhon Si Heritage FC zusammen und man benannte den Verein in Nakhon Si Thammarat Unity Football Club um. Der Verein zog abermals um. Dieses Mal zog man nach Ron Phibun in die Provinz Nakhon Si Thammarat. Als Heimstadion diente das Nakhon Si Thammarat PAO. Stadion. 2018 ging man mit dem Muangkhon United Football Club zusammen und man nannte sich fortan WU Nakhon Si United Football Club. Mit dem Zusammenschluss zog man nach Tha Sala, wo man im Stadion der Walailak University spielte. Nach Ende des Vertrages mit der Walailak University wurde der Verein 2019 in Nakhon Si United FC umbenannt.
Der Verein spielte von 2014 bis Saisonende 2021/22 in der dritten Liga. Die Saison 2014 und 2015 in der Regional League Division 2. Hier spielte man in der Central/Western Region. 2016 wechselt die Region und man spielte fortan in der Western Region. Mit Einführung der Ligareform 2017 spielt der Verein in der Thai League 3. Hier trat man in der Lower-Region an. Die Saison 2020 wurde nach dem zweiten Spieltag wegen der COVID-19-Pandemie in Thailand abgebrochen. Während der Unterbrechung wurde vom Verband beschlossen, das nach Wiederaufnahme des Spielbetriebs die vierte- und die dritte Liga zusammengelegt werden. Der Verein spielte fortan in der Southern Region der Liga. Am Ende der Saison 2021/22 feierte man die Vizemeisterschaft der Region. Als Vizemeister qualifizierte man sich für die Aufstiegsspiele zur zweiten Liga. Hier belegte man hinter dem Krabi FC in der Lower Region den zweiten Platz. Das Spiel um den dritten Aufstiegsplatz gegen den Zweitplatzierten der Upper Region, den Phitsanulok FC, konnte man 4:3 (Hinspiel 1:1, Rückspiel 3:2) gewinnen und stieg somit in die zweite Liga auf. Am Ende der Saison 2023/24 belegte man den fünften Tabellenplatz und qualifizierte sich somit zu den Aufstiegsspielen zur ersten Liga.

## Namenshistorie
| Jahr | Ereignis                                      |
| ---- | --------------------------------------------- |
| 2014 | Gründung als Ratchaphruek Muangnont United FC |
| 2016 | Umbenennung in Rajapruk University FC         |
| 2017 | Umbenennung in Nakhon Si Thammarat Unity FC   |
| 2018 | Umbenennung in WU Nakhon Si United FC         |
| 2019 | Umbenennung in Nakhon Si United FC            |

## Erfolge
- Khǒr Royal Cup (ถ้วย ข.): 2013 (2. Platz)

- Thai League 3 – South: 2021/22 (2. Platz)

- Thai League 3 – National Championship: 2021/22 (3. Platz)  ▲

## Stadion
Der Verein trägt seine Heimspiele im Nakhon Si Thammarat Provincial Administrative Organization Stadium in Nakhon Si Thammarat aus. Das Stadion hat ein Fassungsvermögen von 10.000 Zuschauern und ist Eigentum der Nakhon Si Thammarat Provincial Administrative.

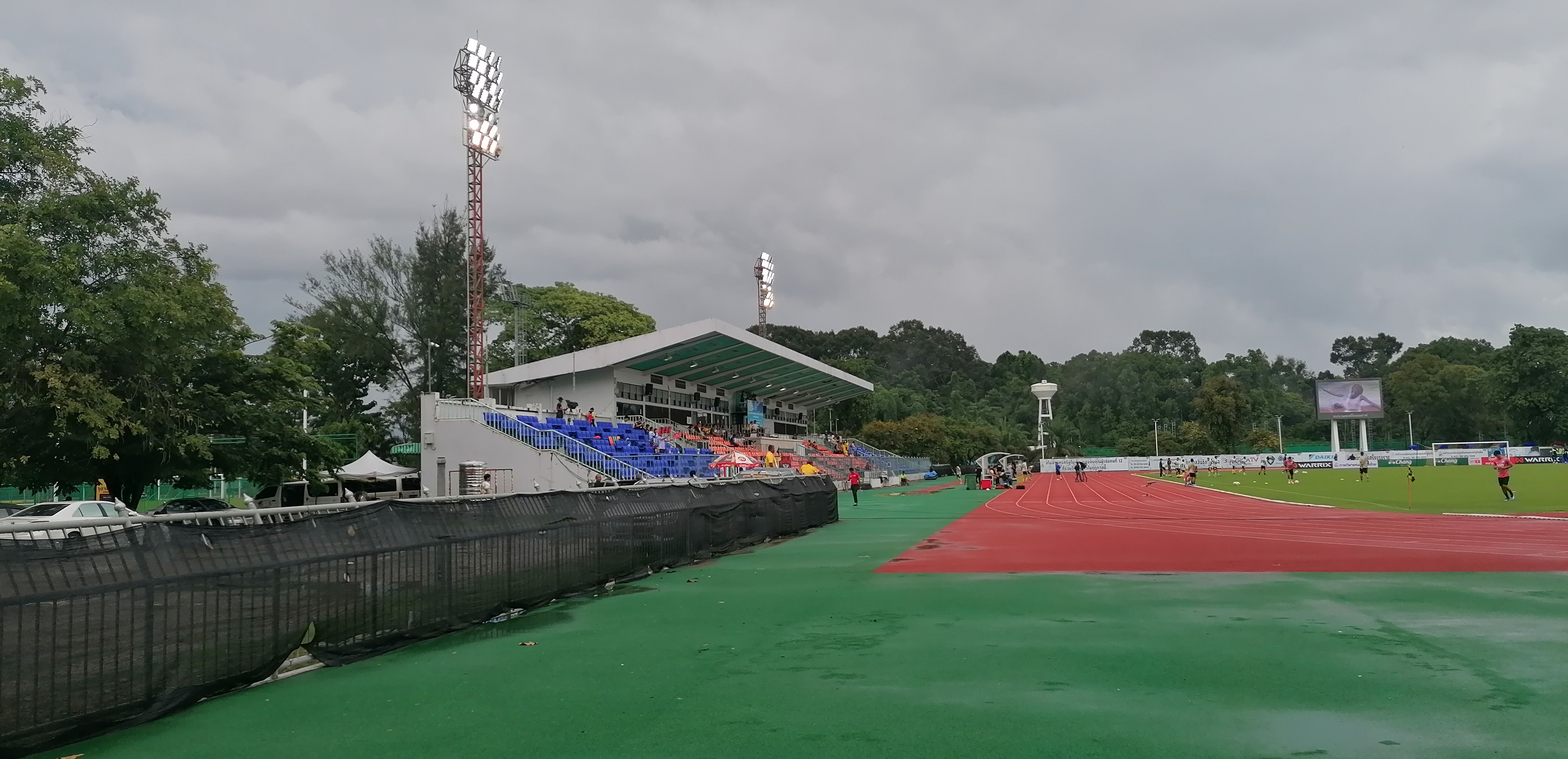
Nakhon Si Thammarat Stadium

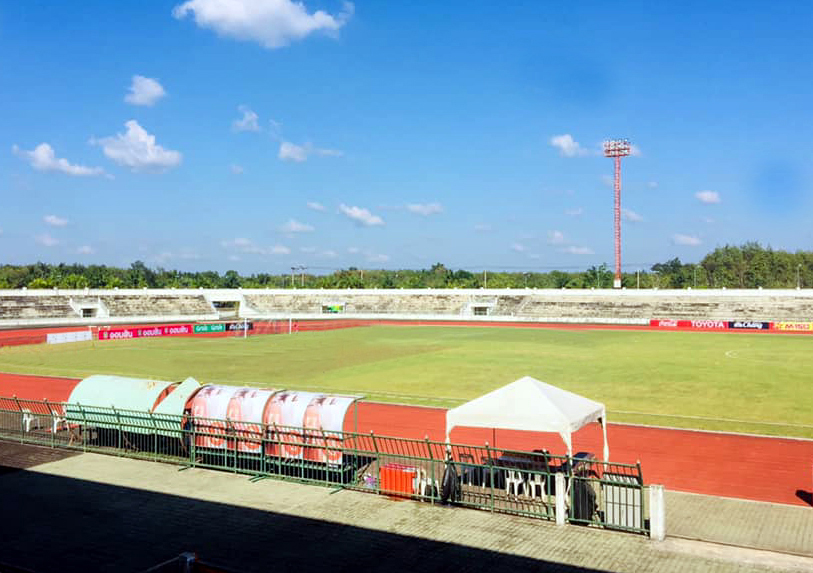
Nakhon Si Thammarat PAO Stadium

### Spielstätten seit 2014
| Saison    | Stadion                                                                 | Standort                                         | Kapazität | Eigentümer                                    | Koordinaten                       |
| --------- | ----------------------------------------------------------------------- | ------------------------------------------------ | --------- | --------------------------------------------- | --------------------------------- |
| 2014      | Photinimit Witthayakhom Stadium                                         | Nonthaburi, Provinz Nonthaburi                   | N/A       | N/A                                           | 13° 56′ 18,8″ N, 100° 30′ 42″ O   |
| 2014      | Queen Sirikit 60th Anniversary Stadium                                  | Provinz Pathum Thani                             | 5000      | Department of Physical Education              | 14° 1′ 40,8″ N, 100° 43′ 32,9″ O  |
| 2015      | Rajamangala University of Technology Rattanakosin Salaya Campus Stadium | Nakhon Pathom, Provinz Nakhon Pathom             | 2000      | Rajamangala University of Technology          | 13° 47′ 47,6″ N, 100° 17′ 53,3″ O |
| 2016      | Thonburi University Stadium                                             | Bangkok                                          | 1500      | Thonburi Universität                          | 13° 43′ 27,3″ N, 100° 20′ 41,7″ O |
| 2017      | Nakhon Si Thammarat Provincial Administrative Organization Stadium      | Nakhon Si Thammarat, Provinz Nakhon Si Thammarat | 10.000    | Nakhon Si Thammarat Provincial Administrative | 8° 11′ 55,5″ N, 99° 52′ 7,6″ O    |
| 2018      | Walailak University Stadium                                             | Amphoe Tha Sala, Provinz Nakhon Si Thammarat     | 10.000    | Walailak-Universität                          | 8° 38′ 58,8″ N, 99° 52′ 44″ O     |
| 2019–2021 | Nakhon Si Thammarat Provincial Administrative Organization Stadium      | Nakhon Si Thammarat, Provinz Nakhon Si Thammarat | 10.000    | Nakhon Si Thammarat Provincial Administrative | 8° 11′ 55,5″ N, 99° 52′ 7,6″ O    |
| 2021–     | Nakhon Si Thammarat Stadium                                             | Nakhon Si Thammarat, Provinz Nakhon Si Thammarat | 5000      | Nakhon Si Thammarat Provincial Administrative | 8° 16′ 18″ N, 99° 34′ 23,2″ O     |

## Aktueller Kader
Stand: 1. Februar 2025
| Nr. |           | Position | Name                      |
| --- | --------- | -------- | ------------------------- |
| 1   | Thailand  | TW       | Ratthaphum Khurasuk       |
| 4   | Thailand  | MF       | Adisorn Noonart           |
| 6   | Thailand  | MF       | Wichitchai Chauyseenual   |
| 7   | Laos      | MF       | Soukaphone Vongchiengkham |
| 9   | Thailand  | ST       | Thaninat Athisaraworameth |
| 10  | Japan     | MF       | Kento Nagasaki            |
| 11  | Brasilien | ST       | Mosquito                  |
| 15  | Thailand  | AB       | Sirisak Faidong           |
| 16  | Thailand  | ST       | Phitchanon Chanluang      |
| 18  | Thailand  | AB       | Adisak Sensom-Eiad        |
| 19  | Thailand  | AB       | Chiramet Angkurarat       |
| 21  | Thailand  | AB       | Kylian Dendoune           |
| 22  | Thailand  | MF       | Nawamin Chaiprasert       |
| 23  | Thailand  | TW       | Nopphon Lakhonphon        |
| 24  | Thailand  | AB       | Niras Bu-Nga              |

| Nr. |           | Position | Name                   |
| --- | --------- | -------- | ---------------------- |
| 25  | Thailand  | MF       | Ronnayod Mingmitwan    |
| 26  | Thailand  | TW       | Kiattisak Pimyotha     |
| 29  | Brasilien | ST       | Rodrigo Maranhão       |
| 32  | Thailand  | AB       | Yossawat Montha        |
| 33  | Brasilien | AB       | Bianor                 |
| 36  | Thailand  | AB       | Phetcharat Chotipala   |
| 38  | Thailand  | ST       | Phumipat Kanthanet     |
| 39  | Thailand  | AB       | Akarawit Saemaram      |
| 34  | Thailand  | TW       | Putthipong Pomlee      |
| 50  | Thailand  | AB       | Kritsana Daokrajai     |
| 55  | Thailand  | AB       | Ronnapee Chaicumde     |
| 88  | Thailand  | ST       | Nutthapong Chuekamut   |
| 95  | Thailand  | ST       | Netisat Klapdee        |
| 96  | Thailand  | AB       | Poomphat Sarapisitphat |
| 98  | Thailand  | MF       | Siwarut Phonhiran      |

## Beste Torschützen seit 2017
| Saison  | Name                | Tore |
| ------- | ------------------- | ---- |
| 2017    | Emmanuel Nwachi     | 6    |
| 2018    | Daiki Konomura      | 15   |
| 2019    | Ampofo Samulabega   | 7    |
| 2020/21 | Issarapong Lilakorn | 7    |
| 2021/22 | Erivelto            | 12   |
| 2022/23 | Evandro Paulista    | 12   |
| 2023/24 | Rodrigo Maranhão    | 15   |
| 2024/25 |                     |      |

## Saisonplatzierung
| Saison                           | Liga                                      | Liga                             | Liga                             | Liga                             | Liga                             | Liga                             | Liga                             | Liga                             | Liga                             | Pokal                            | Pokal                            |
| Saison                           | Liga                                      | Level                            | Spiele                           | S                                | U                                | N                                | Tore                             | Punkte                           | Position                         | FA Cup                           | League Cup                       |
| Ratchaphruek Muangnont United FC | Ratchaphruek Muangnont United FC          | Ratchaphruek Muangnont United FC | Ratchaphruek Muangnont United FC | Ratchaphruek Muangnont United FC | Ratchaphruek Muangnont United FC | Ratchaphruek Muangnont United FC | Ratchaphruek Muangnont United FC | Ratchaphruek Muangnont United FC | Ratchaphruek Muangnont United FC | Ratchaphruek Muangnont United FC | Ratchaphruek Muangnont United FC |
| -------------------------------- | ----------------------------------------- | -------------------------------- | -------------------------------- | -------------------------------- | -------------------------------- | -------------------------------- | -------------------------------- | -------------------------------- | -------------------------------- | -------------------------------- | -------------------------------- |
| 2014                             | Regional League Division 2 – Central/West | 3                                | 26                               | 10                               | 6                                | 10                               | 40:38                            | 36                               | 7.                               |                                  |                                  |
| 2015                             | Regional League Division 2 – Central/West | 3                                | 24                               | 5                                | 4                                | 15                               | 22:39                            | 19                               | 11.                              |                                  |                                  |
| Rajapruk University FC           |                                           |                                  |                                  |                                  |                                  |                                  |                                  |                                  |                                  |                                  |                                  |
| 2016                             | Regional League Division 2 – West         | 3                                | 22                               | 12                               | 4                                | 6                                | 38:22                            | 40                               | 3.                               |                                  |                                  |
| Nakhon Si Thammarat Unity FC     |                                           |                                  |                                  |                                  |                                  |                                  |                                  |                                  |                                  |                                  |                                  |
| 2017                             | Thai League 3 – Lower                     | 3                                | 28                               | 9                                | 11                               | 8                                | 25:30                            | 38                               | 8.                               | 1. Runde                         |                                  |
| WU Nakhon Si United FC           |                                           |                                  |                                  |                                  |                                  |                                  |                                  |                                  |                                  |                                  |                                  |
| 2018                             | Thai League 3 – Lower                     | 3                                | 26                               | 9                                | 7                                | 10                               | 31:31                            | 34                               | 8.                               |                                  |                                  |
| Nakhon Si United FC              |                                           |                                  |                                  |                                  |                                  |                                  |                                  |                                  |                                  |                                  |                                  |
| 2019                             | Thai League 3 – Lower                     | 3                                | 26                               | 8                                | 8                                | 10                               | 29:38                            | 32                               | 10.                              | Achtelfinale                     | 1. Qualifikationsrunde           |
| 2020                             | Thai League 3 – Lower                     | 3                                | 2                                | 0                                | 1                                | 1                                | 1:2                              | 1                                | 8.                               |                                  |                                  |
| 2020/21                          | Thai League 3 – South                     | 3                                | 16                               | 9                                | 2                                | 5                                | 30:17                            | 29                               | 4.                               |                                  |                                  |
| 2021/22                          | Thai League 3 – South                     | 3                                | 24                               | 15                               | 7                                | 2                                | 47:19                            | 52                               | 2. ▲                             | Qualifikationsrunde              | 1. Runde                         |
| 2022/23                          | Thai League 2                             | 2                                | 34                               | 14                               | 9                                | 11                               | 48:42                            | 51                               | 8.                               | 1. Runde                         | Play-off-Spiele                  |
| 2023/24                          | Thai League 2                             | 2                                | 34                               | 16                               | 11                               | 7                                | 60:10                            | 59                               | 5.                               | 1. Runde                         | 1. Runde                         |
| 2024/25                          | Thai League 2                             | 2                                | 32                               | 13                               | 5                                | 14                               | 51:52                            | 44                               | 9.                               | Achtelfinale                     | Play-off-Spiele                  |

| Abbruch nach dem zweiten Spieltag aufgrund der COVID-19-Pandemie |

## Trainerchronik
Stand: Oktober 2024
| Trainer                   | Nation      | von              | bis              |
| ------------------------- | ----------- | ---------------- | ---------------- |
| Wirach Khaeyiwa           | Thailand    | 2016             | 2017             |
| Pongsathorn Bunsing       | Thailand    | 2017             | ?                |
| Choketawee Promrut        | Thailand    | 23. August 2020  | 7. Mai 2021      |
| Aktaporn Chalitaporn      | Thailand    | 7. Mai 2021      | 7. Dezember 2021 |
| Pongtorn Boonsing         | Thailand    | 7. Dezember 2021 | 5. Januar 2022   |
| Jörg Steinebrunner        | Deutschland | 5. Januar 2022   | 29. August 2022  |
| Wanderley                 | Brasilien   | 29. August 2022  | 8. März 2023     |
| Ekalak Thong-am           | Thailand    | 9. März 2023     | 16. März 2023    |
| Worrawoot Srimaka         | Thailand    | 16. März 2023    | 25. Mai 2023     |
| Harnnarong Chunhakunakorn | Thailand    | 26. Mai 2023     | 31. Mai 2024     |
| Thongchai Sukkoki         | Thailand    | 2. Juni 2024     | 22. Oktober 2024 |
| Sarawut Wongmai           | Thailand    | 22. Oktober 2024 |                  |

## Sponsoren und Ausrüster
| Jahr    | Ausrüster    | Trikotsponsor      |
| ------- | ------------ | ------------------ |
| 2020    | Steve Design | Akira Lipe         |
| 2021/22 | Warrix       | Akira, Navakitel   |
| 2022/23 | Warrix       | Akira Lipe, Leo    |
| 2023/24 | Warrix       | Thai Lion Air, Leo |
| 2024/25 |              |                    |

## Zuschauerzahlen seit 2015
| Saison  | Liga          | Level | Gesamt- zuschauerzahl | Höchste Zuschauerzahl | Niedrigste Zuschauerzahl | Durchschnittliche Zuschauerzahl |
| ------- | ------------- | ----- | --------------------- | --------------------- | ------------------------ | ------------------------------- |
| 2022/23 | Thai League 2 | 2     | 36.404                | 3.125                 | 1.397                    | 2.141                           |
| 2023/24 | Thai League 2 | 2     | 23.015                | 2.080                 | 989                      | 1.354                           |
| 2024/25 | Thai League 2 | 2     | 14.230                | 3.570                 | 468                      | 837                             |
| 2025/26 | Thai League 2 | 2     |                       |                       |                          |                                 |